# Erdélyi Színházi Élet
Az Erdélyi Színházi Élet művészeti hetilap Temesvárt, Damó Jenő szerkesztésében. Mindössze három száma jelent meg 1930. november 15-étől december 5-ig. A füzet alakú, többszínnyomásos folyóirat fejléce szerint „Művészet-kritikai újság, az erdélyi színházak, hangosfilmszínházak, kabarék, műkedvelők szaklapja”. Az olvasmányosság igényével szerkesztették, rovatcímei népszerűségre törekvést árulnak el: „Konferánsz színházi titkokról”; „A hét slágere”; „Mi újság a pesti színházaknál”; „Színházi aforizmák”; „Vicchullám”; „Erdélyi Színházi Élet telefonja”. A cikkek aláírás nélkül jelentek meg, valószínűleg magának a szerkesztőnek a tollából. A közzétett műsorok, a hivatásos és műkedvelő színjátszás adatai és a szervezeti hírek forrásértékűek.